# غاينسبورو (ساسكاتشوان)
غاينسبورو (بالإنجليزية: Gainsborough, Saskatchewan)‏ هي قرية تقع في كندا في ساسكاتشوان. يقدر عدد سكانها بـ 286 نسمة ومساحتها 1.95 كم2 .

## أعلام
- لو موريسون